# Ensemble l'Itinéraire
L'Itinéraire es uno de los principales conjuntos europeos de música contemporánea.
La formación fue fundada en enero de 1973 por los compositores Michaël Lévinas, Tristan Murail, Hugues Dufourt, Gérard Grisey, y Roger Tessier.
Desde entonces, ha multiplicado las colaboraciones con muchos compositores vivos. En sus más de treinta años, ha estrenado centenares de obras, y sigue en la vanguardia, renovando sus miembros con solistas de gran nivel.